# Ljusina
Ljusina falu Bosznia-Hercegovinában, a Bosznia-hercegovinai Föderáció Una-Szanai kantonjában, Bosanska Krupa községben.

## Fekvése
Bosznia-Hercegovina északnyugati részén, Bihácstól légvonalban 26, közúton 42 km-re északkeletre, Bosanska Krupa központjától légvonalban 6, közúton 9 km-re északra levő dombos, erdős területen, az Una bal partján, a Ljusina-patak torkolatánál fekszik. A Ljusina és a Pecka-patakok a falu feletti karsztsíkság végén találkoznak. A Ljusinába, amelynek forrását Čepának hívják, több patak ömlik: a Glibać, a Nikolića Potok, a Borića Potok, a Mijića Točak és a Redžića Potok. A Popovac és Bent közvetlenül az Unába ömlik. A patakvölgyekben falusi házak állnak. A település házcsoportokra oszlik és alapvetően négy részből áll.

## Népessége
| Nemzetiségi csoport | Népesség 1991 | Népesség 2013 |
| ------------------- | ------------- | ------------- |
| Szerb               | 122           | 0             |
| Bosnyák             | 1185          | 1228          |
| Horvát              | 1             | 0             |
| Jugoszláv           | 2             | 0             |
| Egyéb               | 5             | 9             |
| Összesen            | 1315          | 1237          |

## Története
A régészeti leletek tanúsága szerint a település már az ókorban és a középkorban is lakott volt. Crno Polje nevű településrészén bronzkori település maradványai találhatók. A római korban egy római település, vagy nagyobb villagazdaság állhatott itt. Középkori templomának és temetőjének maradványai egy alacsony dombon, a Crkvina nevű helyen találhatók.
Az 1992 és 1995 közötti időszakban a faluban összesen 142 ház sérült meg, amelyek közül 2009-ig 105-öt állítottak helyre. 17 (bosnyák tulajdonosok), illetve 20 ház (szerb tulajdonosok) várt még újjáépítésre. Ljusina településen 1991-ig 60 szerb nemzetiségű család (170 fő) élt. Mindenki elmenekült és senki sem jött vissza. Ingatlanaikat többnyire eladták. A környéken 2009-ben még 20 fel nem újított ház volt található, két házat a tulajdonosok bosnyák nemzetiségű családoknak adtak. Az elűzött bosnyák lakosságból összesen 105 család (400 fő) tért vissza és 105 házat építettek újjá.

## Nevezetességei
- Középkori templomának maradványai a Crkvina nevű helyen. A templom a megmaradt alapfalak szerint 12 méter hosszúságú, keletelt épület volt. 4-5 méteres átmérőjű apszisa a keleti oldalán helyezkedett el. Körülötte az egykori temetőből származó emberi csontmaradványok kerültek elő. Az alapok mellett nagyméretű középkori sírkövet találtak elő bevésett kereszttel.[5]

- Területén, a Gromile nevű lelőhelyen 1957-ben (Čremošnik), majd 1974-ben (Raunig) is történtek régészeti feltárások. Ezek során egy nagyobb római épületnek egy részét tárták fel. Az észak-déli tájolású épület méretei 40x20 méter lehetett két épületszárnnyal, amelyeket két szobasor vagy folyosó kötött össze. Az épületben 24 helyiséget tártak fel, melyből kettő apszissal, több helyiség pedig padlófűtéssel rendelkezett. A lakóegységek az északi szárnyban helyezkedhettek el, míg a déli részen voltak a háztartási hekyiségek. A feltáráskor számos kerámiatöredék, üveg, fémtárgy, oszlop és oszlopfőtöredékek kerültek elő. Ettől az épülettől 500-600 méter távolságra délkeletre téglaégető kemence maradványait találták.[5]

- A Ljusina-patak bal partján, nem messze Pero Mihić házától, ma is gyakran láthatók a római épületek alapjai, körülötte pedig a mezőt és a bozótost mintegy 300 méter hosszúságban és 80 méter szélességben római tégladarabok és mészhabarcs borítják. Ezért bizonyára ott egy egész római település állt, melyből egy épület maradványait Milan Obradovic tanár ásta ki. Különféle építőanyagokat, többek között két rövid, fejes oszlopot talált és küldött múzeumba.[7]

- A Suljić család házától északra, Ljusina-pataktól 200-300 méterre, Crno Polje lelőhelyen ezidáig meghatározatlan területű bronzkori település maradványai találhatók. A lelőhelyen nagyszámú cseréptöredék került elő, melyet a kora és középső bronzkorra datáltak.[5]

- A falu mecsete